# Les Dernières Années du siècle
Les Dernières Années du siècle est un essai du sociologue français Raymond Aron, paru en 1984 aux éditions Julliard. Consacré aux relations internationales et à la géostratégie, il s'agit du dernier ouvrage auquel Aron travailla (l'un des chapitres est d'ailleurs resté inachevé),.